# سسک عربی
سسک عربی یا سسک دریای سرخ با نام علمی Sylvia leucomelaena پرنده‌ای از خانوادهٔ  سسکیان بر قدیم است که در جیبوتی، مصر، اریتره، اسرائیل، اردن، عمان، عربستان سعودی، سومالی، سودان و یمن یافت می‌شود. زیستگاه طبیعی این پرنده ساواناهای خشک است.

## مشخصات
سسک عربی طولی بین ۱۴٬۵ تا ۱۶ سانتی‌متر داشته و یکی از بزرگترین سسک‌ها محسوب می‌شود. این پرنده به سسک اورفی شباهت دارد با این تفاوت که دم سسک عربی بلندتر و گردتر است و هیچ پر سفیدی در نوک یا کناره‌های دمش دیده نمی‌شود. همچنین عنبیهٔ چشم سسک عربی تیره بوده و حلقه‌ای روشن گردش را گرفته است.
پرندگان نر و ماده به یکدیگر شبیهند و سری تیره‌تر از سسک اورفی دارند. پرهای سر و پشت پرنده قهوه‌ای رنگ است و پرهای پرندهٔ نابالغ قهوه‌ای-خاکستری است.